# Dominika Sztandera
Dominika Anna Sztandera, född 19 januari 1997 i Dzierżoniów, är en polsk simmare. 

## Karriär
Vid EM 2024 i Belgrad tog Sztandera guld på 50 meter bröstsim samt var en del av Polens lag som tog guld på 4×100 meter medley.